# Der Engel mit dem Saitenspiel
Der Engel mit dem Saitenspiel ist ein deutscher Liebesfilm von Heinz Rühmann aus dem Jahr 1944.

## Handlung
Silvester 1938 in den Alpen: Nach einem heftigen Streit mit seiner Freundin, der Opernsängerin Vera Schellhorn, begibt sich Flügelbauer Gustav ('Gustl') Strengholt allein auf eine einsame Berghütte. Dort trifft er auf eine junge Frau und obwohl sich beide zunächst streiten, verbringen sie doch Silvester und schließlich die Nacht miteinander. Am nächsten Morgen wollen sie, obwohl sie dem anderen gegenüber sogar den Namen verschwiegen haben, verliebt gemeinsam nach Innsbruck fahren, wobei Gustav noch sein Gepäck vom Hotel holen muss. Die junge Frau trägt einen geschnitzten „Engel mit dem Saitenspiel“ bei sich, den Gustav bei einem Holzschnitzer erworben und ihr geschenkt hat. Auf dem Bahnhof verfehlen sich beide.
Monate später lebt Susanne – so der Name der jungen Frau – allein in München. Sie verdient sich ihr Geld mit kleinen Arbeiten im Antiquitätenladen von Dr. Thomas Weinzierl, der in sie verliebt ist und sie gerne heiraten würde. Susanne jedoch lebt in der Erinnerung an den Mann von der Almhütte, zumal sie erfährt, dass sie von ihm schwanger ist. Sie verkauft Thomas die Engelsfigur, der sie in seinem Laden als unverkäuflich ausstellt.
Ein Jahr später ist Susanne Mutter eines Jungen und feste Arbeitskraft bei Thomas. Von ihm, wie auch vom Architekten Bernhard Zoller wird sie umworben, lehnt jedoch die Anträge beider Männer ab. Was sie nicht weiß ist, dass Gustav der beste Freund von Bernhard und Thomas ist, sich aber zeitweilig in den USA aufhält. Nach seiner Rückkehr will er die Vergangenheit hinter sich lassen und plant sich mit Vera zu verloben, die nun im Laden von Thomas erscheint und von Susanne ein besonderes Geschenk für ihren Verlobten will. Susanne verkauft ihr die Engelsfigur. Gustav wiederum erkennt den Engel sofort und macht sich auf den Weg in das Antiquitätengeschäft, wo er Susanne endlich wiedersieht, die sich dort gerade mit Dr. Thomas unterhält und zu ihrer Überraschung von ihm als seine Braut vorgestellt wird. Der bestürzte Gustav hält an seinem Verlobungsplan mit Vera fest, jedoch eröffnet Susanne ihm auf seiner Verlobungsfeier, dass sie ein Kind von ihm habe. Gustav ordnet sein Leben neu und heiratet Susanne. Die jedoch glaubt nicht mehr an Gustavs Liebe und erzählt, dass es ihr nach all der Zeit vorrangig darum gehen würde, ihrem Sohn den Nachnamen seines Vaters zu geben und so reicht sie kurz nach der Trauung bereits die Scheidung ein. Vor allem will sie Vera nicht ihren eigentlichen Verlobten wegnehmen. Die jedoch erkennt, dass sich Susanne und Gustav wirklich lieben.
Als Gustav vor der Kälte seiner Frau wieder in die Skihütte in den Alpen gereist ist, vergisst diese ihren Stolz und fährt ihm nach. Sie wiederholen den Moment ihres ersten Wiedersehens mit vertauschten Rollen, da Gustav nun der erste in der Skihütte ist. Sie erkennen, dass sie damals beide am Bahnhof waren, nur an unterschiedlichen Stationen aufeinander gewartet haben. Als der Postillon das neue Jahr ankündigt, liegen sich schließlich beide in den Armen.

## Produktion
Der Engel mit dem Saitenspiel wurde vom 23. Februar 1944 bis Juli 1944 im Allgäu gedreht. Er erlebte seine Premiere am 19. Dezember 1944 in den U.T. Sternlichtspielen in Berlin.
Der Film zählt zu den wenigen Regiearbeiten Heinz Rühmanns, der hier seine Ehefrau Hertha Feiler in einer Hauptrolle vor die Kamera holte. Er selbst tritt im Film nicht auf.

## Kritik
Das Lexikon des internationalen Films befand: „Mit Feingefühl inszenierter, überdurchschnittlicher deutscher Unterhaltungsfilm. Regie: Rühmann!“